# Festival de Viña del Mar 2013
Le Festival de Viña del Mar 2013 est la 54e édition annuelle du Festival international de la chanson de Viña del Mar.

## Développement

### 1renuit
- Date: 24 février 2013

Artistes
- Maná
- Hermógenes con H (Humour)
- Chino & Nacho

### 2enuit
- Date: 25 février 2013

Artistes
- Romeo Santos
- Los Atletas de la Risa (Humour)
- Daddy Yankee

### 3enuit
- Date: 26 février 2013

Artistes
- Miguel Bosé
- Nancho Parra (Humour)
- Jonas Brothers

### 4enuit
- Date: 27 février 2013

Artistes
- 31 minutos
- Bastián Paz (Humour)
- Francisca Valenzuela
- Jorge González

### 5enuit
- Date: 28 février 2013

Artistes
- Elton John
- Memo Bunke (Humour)
- Albert Hammond
- La Sonora de Tommy Rey

### 6enuit
- Date: 1er mars 2013

Artistes
- Wisin y Yandel
- Gloria Trevi
- Pablo Alborán
- Los Auténticos Decadentes

## Concours

### Jury
- Pablo Alborán
- Francisca Valenzuela
- Matías del Río
- Francisca Merino
- Mario Mutis
- Inés Sainz
- Albert Hammond
- Roberto Artiagoitía "Rumpy"
- Gloria Trevi
- Magaly León

### Concours international
| Pays        | Titre                | Interprète           | Auteur                             | Compositeur                              | Position                      |
| ----------- | -------------------- | -------------------- | ---------------------------------- | ---------------------------------------- | ----------------------------- |
| Islande     | Because you can      | Hera Björk           | Hera Björk                         | Hera Björk                               | 1er place                     |
| États-Unis♦ | Keep the dream alive | Kelly King           | Brian BecVar et Kelly Levesque     | Brian BecVar et Kelly Levesque           | 2e place Meilleure interprète |
| Panama      | De ti y de ese abril | Marlys               | Jesú Adames                        | Jesú Adames                              | 3e place                      |
| Italie      | L'uimo delle stelle  | Marcello Marrocchino | Marco Bucci                        | Alessandro Di Nunzio et Andrea Di Nunzio | 4e place                      |
| Venezuela   | Ante el dolor        | Francisco León       | William Luque                      | Domingo Sánchez                          | 5e place                      |
| Chili       | Ven, ven, bésame     | Azzu                 | Gustavo Pinochet et Anthony Albert | Gustavo Pinochet et Anthony Albert       | 6e place                      |

♦ En remplacement de Jeffery Straker, et de la chanson Hypnotized (Canada).

### Concours folklorique
| Pays      | Titre                           | Interprète                        | Auteur          | Composieur      | Position                     |
| --------- | ------------------------------- | --------------------------------- | --------------- | --------------- | ---------------------------- |
| Chili     | Con el zapatito, con el zapatón | Paula Herrera                     | Paula Herrera   | Paula Herrera   | 1re place                    |
| Colombie  | Amanece                         | Herencia de Timbiquí              | Begner Vásquez  | Begner Vásquez  | 2e place Meilleur interprète |
| Argentine | Patria del viento               | Érica Germaná                     | Jorge Mlikota   | Jorge Mlikota   | 3e place                     |
| Bolivie   | Rompe monteras                  | María Juan                        | Marco Veizaga   | Marco Veizaga   | 4e place                     |
| Pérou     | Mi tierra, mi hogar             | Leo Maya et María Jesús Rodríguez | Jesús Rodríguez | Jesús Rodríguez | 5e place                     |
| Honduras  | Mi felicidad                    | Ángela Bendeck                    | Ángela Bendeck  | Ángela Bendeck  | 6e place                     |

## Rois du Festival

### Choisir de laReine du Festival
| #            | Pays         | Candidate                                             | Occupation                                       | Participe à              | Chaîne       | Résultats         |
| ------------ | ------------ | ----------------------------------------------------- | ------------------------------------------------ | ------------------------ | ------------ | ----------------- |
| 1er          | Chili        | Dominique Gallego                                     | Mannequin et commentatrice de spectacles         | Alfombra roja            | Canal 13     | 131 votes 43,09 % |
| 2e           | Chili        | Antonella Ríos                                        | Actrice et présentatrice                         | Intrusos                 | La Red       | 111 votes 36,51 % |
| 3e           | Chili        | Stephanie Méndez                                      | Reporter                                         | Buenos días a todos      | TVN          | 40 votes 13,15 %  |
| 4e           | Argentine    | Mariú Martínez (comme "Angélica" de "Las Iluminadas") | Comédienne                                       | Fiebre de Viña           | Chilevisión  | 7 votes 2,3 %     |
| 5e           | Chili        | Azucena "Azzu" Gutiérrez                              | Chanteuse participante du concours international | Festival de Viña del Mar |              | 5 votes 1,64 %    |
| Votes nuls   | Votes nuls   | Votes nuls                                            | Votes nuls                                       | Votes nuls               | Votes nuls   | 10 votes 3,28 %   |
| Votes totaux | Votes totaux | Votes totaux                                          | Votes totaux                                     | Votes totaux             | Votes totaux | 304 votes 100 %   |

## Diffusion internationale
| Pays             | Chaîne                    |
| ---------------- | ------------------------- |
| Chili            | Chilevisión               |
| Chili            | Chilevisión HD            |
| Australie        | Chilevisión Internacional |
| Nouvelle-Zélande | Chilevisión Internacional |
| Amérique latine  | A&E Network               |
| Mexique          | TV Azteca                 |
| Mexique          | Azteca 7                  |
| Paraguay         | Paravisión                |
| Équateur         | Ecuador TV                |
| Guatemala        | Azteca Guatemala          |
| Nicaragua        | Canal 12                  |
| Honduras         | Canal 4                   |

### Sources
- (es) Cet article est partiellement ou en totalité issu de l’article de Wikipédia en espagnol intitulé « LIV Festival Internacional de la Canción de Viña del Mar » (voir la liste des auteurs).